# Siegfried Macholz
Siegfried Macholz (20. září 1890 Memel – 25. května 1975 Hannover) byl německý důstojník, generálporučík Wehrmachtu za druhé světové války. Je držitelem Rytířského kříže Železného kříže.

## Život
Narodil se 20. září 1890 v Memelu ve Východním Prusku. Již roku 1909 nastoupil jako Fahnenjunker do pěšího pluku č. 152. Sloužil jako důstojník v první světové válce. Za druhé světové války vedl 122. pěší divizi, 191. rezervní divizi, 49. pěší divizi a 295. pěší divizi. Zemřel 25. května 1975 v Hannoveru.

## Vyznamenání
- Železný kříž (1914) I. a II. třídy
- Spona k Železnému kříži I. a II. třídy
- Německý kříž ve zlatě
- Rytířský kříž Železného kříže